# Duo de maîtres
Pour les articles homonymes, voir Duo (homonymie).
Duo de maîtres (France) ou Edel et Starck (Belgique, Suisse et Québec) (Edel & Starck) est une série télévisée allemande en 52 épisodes de 42 minutes, créée par Marc Terjung et diffusée entre le 4 février 2002 et le 18 avril 2005 sur Sat.1.
En Belgique, la série a été diffusée sur RTL-TVi, en Suisse sur TSR et en France à partir du 23 janvier 2006 sur France 3, TMC Monte Carlo, 13ème rue et NRJ 12, et au Québec à partir du 6 septembre 2006 à Séries+.

## Synopsis
Cette série met en scène deux brillants avocats de Berlin : Felix Edel et Sandra Starck. Tous deux avocats, ils se sont associés après avoir été longtemps concurrents. Cependant, tout les oppose. Felix est à la fois décontracté et impulsif, tandis que Sandra est douce et sévère. Ensemble, ils font tout pour que justice soit faite.

## Distribution
- Christoph M. Ohrt (VF : Pierre-François Pistorio) : Felix Edel
- Rebecca Immanuel (VF : Ariane Deviègue) : Sandra Starck
- Hasan Ali Mete (VF : Jérôme Keen) : Otto Özdemir
- Barbara Demmer (VF : Céline Duhamel) : Avocat Général Patrizia Rieger
- Isabel Tuengerthal (de) (VF : Christine Bellier) : Sabine Winkelmann
- Natalie Spinell (de) : Christiane Scherer (saison 4)
- Luc Feit (VF : Daniel Lafourcade) : Frank Vanderheiden
- Peter Rappenglück (de) (VF : Jean-François Pagès) : Juge Moosleitner
- Doris Kunstmann : Juge Kreutzer
- Alexander Radszun (de) : Juge Hartmann
- Dirk Martens (VF : Stéphane Pouplard) : Procureur Riese

## Épisodes

### Première saison (2002)
1. Associés malgré eux (Partner wider Willen)
2. Homme au volant, l'horreur au tournant (Mann am Steuer - ungeheuer!)
3. Le divin souffle (Das Soufflé der Götter)
4. Amour de jeunesse (Ein ganz normaler Stier)
5. Deux hommes et un couffin (Das Kuckucksei)
6. Enfants prodiges (Wunderkinder)
7. Valse hésitation (Eiertanz)
8. Le manteau du silence (Der Mantel des Schweigens)
9. Le ver est dans le fruit (Und ewig lockt der Mann)
10. Superstitions (Hokus, Pokus, Exitus)
11. Trop belle pour toi (Alter vor Schönheit)
12. Un ami, un vrai (Reine Vertrauenssache)
13. Le tribunal s'amuse (Das Gericht tanzt)

### Deuxième saison (2003)
1. Matins chagrins (Muffel und Männer)
2. Ami et ennemi (Freund und Feind)
3. Un couple presque parfait (Eine fast perfekte Ehe)
4. L'Étalon de ces dames (Seitensprung am Weidezaun)
5. La Place du mort (Ferrari fahren und sterben)
6. Dieu seul le sait (Mord ist sein Hobby)
7. L'amour peut-il être un péché ? (Kann denn Liebe Sünde sein?)
8. Vivre seul c'est merveilleux (Alleinsein ist schön)
9. Contre toute morale (Ein unmoralisches Angebot)
10. Un homme, un vrai (Wann ist ein Mann ein Mann?)
11. L'Ivresse des sommets (Der Berg ruft)
12. Le Commerce de l'amour (Das Geschäft mit der Liebe)
13. Une journée géniale (Ein toller Tag)

### Troisième saison (2004)
1. Homme à tout faire (Do It Yourself)
2. L'habit ne fait pas le moine (Der Glückspilz)
3. Épreuves de courage (Mutproben)
4. La Zizanie (Der Spaltpilz)
5. Envoûtement (Die Hexen von Berlin)
6. Le Lit magique (Amor lebt)
7. Le Nouveau Caïd (Knastbruder Felix)
8. Une partie de campagne (Eine Landpartie)
9. Le Carnaval (Die Narren sind los)
10. Rencontre en mode mineur (Begegnung in Moll)
11. Les Cornes de gazelle d'Anatolie (Liebe geht durch den Magen)
12. Fans de country (Anwälte der Prärie)
13. Larguez les amarres (Aussteigen für Anfänger)

### Quatrième saison (2005)
1. Le Piège de Vénus (Die Venusfalle)
2. Le Chant du coq (Hahnenkampf)
3. Don d'organe (Bauchübungen)
4. Chambre avec vue (Schlaflos in Trier)
5. Noblesse oblige (Adel verpflichtet)
6. Responsabilité et conciliation (Schuld und Sühne)
7. Honneur et bienséance (Ehre und Anstand)
8. Peines d'amour perdues (Die Leiden des Felix E.)
9. Poker amoureux (Liebespoker)
10. Allergie (Mit Haut und Haaren)
11. Le Point X (Der X-Punkt)
12. Le Jugement dernier (Das jüngste Gericht)
13. Le Jugement dernier (Das jüngste Gericht)

## Prix
- 2002: Deutscher Fernsehpreis (de) (récompense télévisuelle allemande) pour la meilleure série pour Edel & Starck (Sat.1, Réalisateurs: Dirk Regel, Ulrich Zrenner, Dennis Satin, Jakob Schäuffelen, Matthias Kopp)[1].